# Ivan Mrkić
Ivan Mrkić, cyr. Иван Мркић (ur. 30 maja 1953 w Belgradzie) – serbski i jugosłowiański dyplomata, od 2012 do 2014 minister spraw zagranicznych Republiki Serbii.

## Życiorys
Ukończył studia na Wydziale Prawa Uniwersytetu w Belgradzie. Wkrótce dołączył do jugosłowiańskiego ministerstwa spraw zagranicznych. W 1982 został attaché politycznym misji dyplomatycznej przy Organizacji Narodów Zjednoczonych, funkcję tę pełnił do 1986. W latach 1990–1992 był radcą ministrem w przedstawicielstwie Jugosławii przy Wspólnotach Europejskich. Po powrocie do kraju przez rok był szefem gabinetu Dobricy Ćosicia, pierwszego prezydenta Federalnej Republiki Jugosławii. W latach 1993–1999 sprawował urząd ambasadora federacji na Cyprze. Kolejne lata pracował w resorcie na różnych stanowiskach w randze ambasadora. W latach 2006–2011 ponownie kierował placówką dyplomatyczną jako ambasador Serbii w Japonii. Po powrocie do kraju objął stanowisko sekretarza stanu w Ministerstwie Spraw Zagranicznych w rządzie Mirka Cvetkovicia. W gabinecie Ivicy Dačicia, powołanym po wyborach w 2012, powierzono mu kierowanie tym resortem. Urząd ten sprawował do 2014.